# Loizos Loizou
Loizos Loizou (griechisch Λοΐζος Λοΐζου; * 18. Juli 2003 in Nikosia) ist ein zyprischer Fußballspieler, der beim Erstligisten Omonia Nikosia unter Vertrag steht. Der Flügelspieler ist seit September 2020 zyprischer Nationalspieler. Er ist der jüngste Spieler, der jemals ein Länderspiel für diese Auswahl absolvierte und ein Tor erzielte.

## Karriere

### Verein
Der in Nikosia geborene Loizos Loizou trat mit fünf Jahren in die Nachwuchsabteilung von Omonia Nikosia ein und spielte seine gesamte Jugendzeit beim Hauptstadtverein. Am 11. Mai 2019 (9. Spieltag der Meisterrunde) gab er bei der 1:2-Heimniederlage im Stadtderby gegen APOEL Nikosia mit 15 Jahren sein Debüt in der höchsten zyprischen Spielklasse, als er in der Schlussphase für David Ramírez eingewechselt wurde. Auch im nächsten und letzten Ligaspiel der Saison 2018/19 kam er zum Einsatz. Am 13. Januar 2020 unterzeichnete er einen 4-½-Jahresvertrag bei Omonia. Seinen einzigen Einsatz in der Spielzeit 2019/20 absolvierte er am 22. Februar 2020 (21. Spieltag), als er beim 3:0-Heimsieg gegen Enosis Neon Paralimni in der Schlussphase eingewechselt und das letzte Tor der Partie erzielen konnte. Aufgrund des vorzeitigen Abbruchs der Ligameisterschaft aufgrund der COVID-19-Pandemie bestritt er in dieser Saison 2019/20 keinen weiteres Ligaspiel. Omonia stand zu diesem Zeitpunkt auf dem ersten Tabellenrang und qualifizierte sich somit für die UEFA Champions League.
In der nächsten Spielzeit 2020/21 etablierte er sich als Rotationsspieler im Trikot der Vasílissa. Nachdem sich Omonia Nikosia nicht für die Königsklasse qualifizieren konnte, kam Loizou am 22. Oktober 2020 beim 1:1-Unentschieden gegen PAOK Thessaloniki in der UEFA Europa League erstmals im internationalen Geschäft zum Einsatz.

### Nationalmannschaft
Am 5. September 2020 debütierte er bei der 0:2-Heimniederlage gegen Montenegro in der UEFA Nations League 2020/21 für die zyprische A-Nationalmannschaft, als er in der 63. Spielminute für Dimitrios Christofi eingewechselt wurde. Damit wurde er mit 17 Jahren und 49 Tagen zum jüngsten Spieler aller Zeiten, der das „blau-weißes“ Trikot trug. Einen Monat später erzielte er bei der 1:2-Testspielniederlage gegen Tschechien sein erstes Länderspieltor.